# Мариагер-фьорд
Мариагер-фьорд (Мариагерфьорд, дат. Mariagerfjord) — залив в северо-восточной части полуострова Ютландия на побережье Балтийского моря, в Дании.
Длина около 40 км, а ширина в среднем — менее 2 км. Площадь поверхности 47,7 км², объём воды 222 км³.
Залив глубокий во внутренней части и более мелкий во внешней. В результате внутренняя часть имеет ограниченный водообмен. В некоторые летние сезоны это приводит к истощению запасов кислорода и, как следствие, к гибели рыб. Во внутренней части длиной 17 км глубина 10-30 м, и на глубине ниже 15 метров вода почти всегда имеет дефицит кислорода.
Колебания уровня воды в заливе зависят от циркуляции вод между Балтийским и Северным морями через пролив Каттегат. Судоходный проход с минимальной глубиной 5,7 метров и шириной 175—250 м поддерживается дноуглубительными работами (по состоянию на начало 80-х годов). В 1977 году вместе с соседним заливом Раммерс-фьорд и прилегающей частью моря объявлен Рамсарским водно-болотным угодьем.